# Shochiku
Shochiku (яп. 松竹 Сё:тику) — японская кинокомпания.
На киностудии работали такие прославленные режиссёры, как Ясудзиро Одзу и Акира Куросава, а из более современных — Такаси Миикэ (режиссёр «Кинопробы» и «Ити-убийцы»).

## История
Киностудия Shochiku Kinema Company была основана в 1920 году Мацудзиро Сираи после того, как он побывал в Голливуде. Была основана как дочернее предприятие театральной компании Shochiku и при её финансовой поддержке. (Театральная компания Shochiku была основана Такэдзиро Отани и специализировалась на кабуки. В 1914 она купила знаменитый театр кабуки «Кабуки-дза», который ей принадлежит и поныне).
Киностудия с  самого начала была основана с идеей начать работать по голливудской системе кинопроизводства и осовременить японское кино. Кроме киностудии, театральной компанией Shochiku была основана актёрская школа, управлять которой (в качестве директора) пригласили Каору Осаная, лидера сингэки — радикального прозападного течения в японском театральном и киноискусстве. Компания даже думала, что вокруг её киностудии возникнет целый город (по типу Голливуда). Но идеи оказались слишком радикальными для не готового к изменениям японского общества (как зрителей, так и прокатчиков).
Shochiku Kinema быстро (уже в начале 1920-х годов) стала одной из ведущих и самых прибыльных киностудий Японии, превратившись в главного соперника студии Nikkatsu. К концу 1920-х годов вместе с Nikkatsu они владели более чем двумя третями кинотеатров Японии, что позволяло им контролировать кинорынок и составлять конкуренцию Голливуду — в своих кинотеатрах они могли прокручивать свои собственные фильмы наравне с широко распространённой по всему миру голливудской продукцией. (Хотя из-за культурных и языковых барьеров японские зрители голливудские фильмы воспринимали не так легко, как, например, в Европе).
Одним из революционных изменений, инициированных Shochiku Kinema, было появление женщин-актрис в японских фильмах. Когда в 1920 году, тогда ещё только-только образованная, она стала первой японской киностудией, начавшей использовать женщин-актрис вместо оннагат (оннагата — переодетый в женщину актёр-мужчина), это потрясло японскую киноиндустрию.
К концу 1930-х годов Shochiku Kinema Company, как пишут авторы «Новой истории японского кино», создала «кинематографический стиль, который дал [японской] кинопублике проблеск визуального концепта модернизма, позже приравненного к „американизму“, взятого [кинокомпанией] на вооружение с целью удовлетворить требованиям быстро меняющегося общества».